# Biblische Exegese
Biblische Exegese (veraltet auch Exegetik) ist die Auslegung von Texten des Tanach im Judentum und von Texten des Alten Testaments und Neuen Testaments im Christentum. Mit ihrer Hilfe sollen fachlich gebildete Leser sowie Laien die Aussagen und Inhalte, die historischen und textlichen Zusammenhänge der biblischen Texte erfassen. Die biblische Exegese ist von der Biblischen Hermeneutik zu unterscheiden. Exegese ist die Auslegung eines konkreten (biblischen) Textes, Hermeneutik beleuchtet und klärt die Voraussetzungen und die Ziele einer Auslegung.
Die biblische Exegese unterstützte in ihrer wissenschaftlichen Form wechselseitig die Bemühungen von Philologie und der sich entwickelnden Literaturwissenschaft und profitierte von diesen. Insofern war sie an der Entwicklung einer allgemeinen exegetischen Methodologie beteiligt.
In der heutigen Forschung gibt es Bemühungen, eine Trennung zwischen jüdischer und christlicher Bibelwissenschaft zu vermeiden. Dennoch wird in diesem Artikel vor allem die christliche Bibelwissenschaft behandelt.

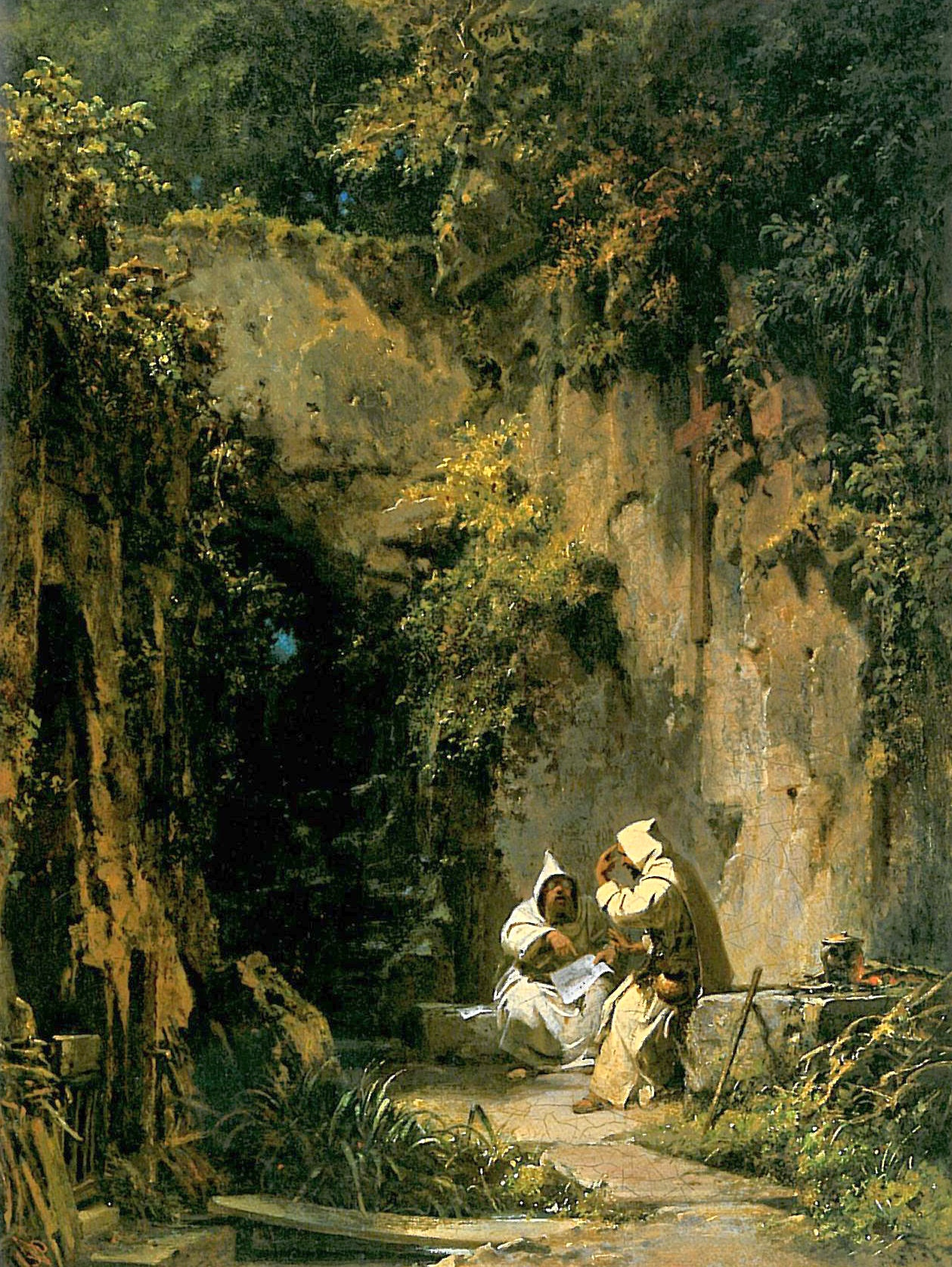
Carl Spitzweg: Disputierende Mönche. Während einer der christlichen Mönche auf sein Schriftstück zeigt, nimmt der andere eine ablehnende Haltung ein und deutet gleichzeitig auf seinen Verstand.

## Allgemeine Fragestellungen

### Der Zugang zur Christlichen Bibel
Nach Auffassung der meisten Christen ist die Christliche Bibel weder ein wörtlich zu befolgendes Gesetzbuch, noch ist sie eine Sammlung veralteter Erzählungen. Biblische Erzählungen enthalten – neben Inhalten symbolischer Bedeutung – historisch zuverlässige Information, die zum Teil archäologisch belegt werden kann. Auch enthalten sie Lebenserfahrungen und -weisheiten vieler Generationen, Erfahrungen mit Gottes Wirken inmitten von Liebe und Leid, Tod und Schicksal. Viele Menschen sehen die Bibel als Hilfsangebot zur Verarbeitung von Erfahrungen sowie als Deutungs- und Sinnangebot.

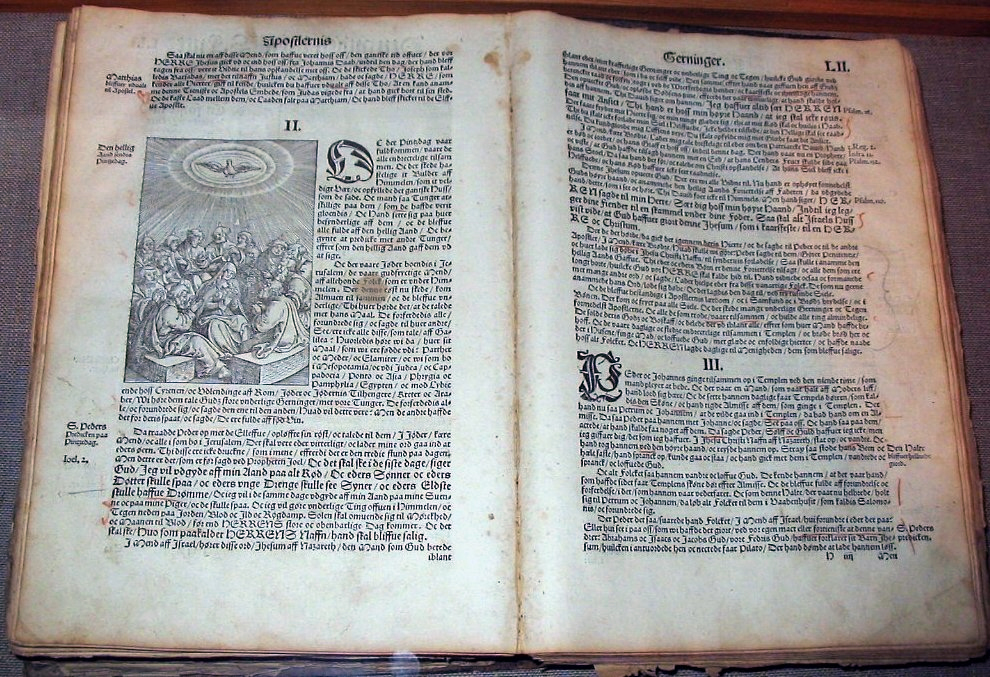
Die Bibel Christians III. von Dänemark, Kopenhagen, 1550 – die erste dänische Übersetzung – in 3.000-facher Auflage

### Umgang mit schwer verständlichen Bibelstellen
Es gibt „zwei Arten des Bibellesens“: Erstens die Beschäftigung mit schwierigen Bibelstellen, und zweitens das Verweilen bei leicht verständlichen Bibelstellen. Bibelleser neigen zu Erstgenanntem, sie verweilen bei rätselhaften Aussagen, und dazu nehmen sie exegetische Methoden zur Hilfe. Der Schriftsteller Mark Twain sprach diese Alternative an; er schrieb:
„Die meisten Menschen haben Schwierigkeiten mit jenen Bibelstellen, die sie nicht verstehen. Mir dagegen bereiten nicht die unverständlichen Bibelstellen Bauchweh, sondern diejenigen, die ich verstehe.“
Neben dem Studieren schwer verständlicher Abschnitte gibt es also auch die Möglichkeit des Meditierens darüber, wie die verständlichen Abschnitte auf das eigene Leben einwirken könnten.

### Streit über die Methoden
Seit den 1970er Jahren kam eine Vielfalt von Methoden der Exegese auf. Dadurch stellt sich auch die Frage, wie diese Methoden miteinander zusammenhängen: Bauen sie aufeinander auf? Sind sie von ihren Voraussetzungen her miteinander vereinbar? Sind alle diese Methoden legitim und sinnvoll? Welche Berechtigung hat daneben eine spezifisch theologische Interpretation der Bibel? Diese Fragen werden kontrovers diskutiert.

### „Eisegese“ (Hineinlesen)
Bei einer Eisegese handelt es sich um das Gegenteil einer textgerechten Auslegung. Der Begriff wird oft polemisch verwendet in dem Sinn, dass der Ausleger etwas in den Text hineininterpretiert, was dort nicht zu finden sei. Dabei wird eine vorher vorhandene oder vorgegebene Meinung, zum Beispiel aufgrund anderer Bibelstellen, in den Text hineingelegt. Wegen der mit vielen Bibelstellen verbundenen Unklarheiten wird die Regel „Schrift muss durch Schrift erklärt werden“ angewandt, d. h. beim Auslegen einer bestimmten Stelle ist mitzubedenken, was die Bibel sonst noch zu den an der betrachteten Stelle erwähnten Themen sagt.

### Beteiligung des Vorverständnisses
Beim Bibellesen haben die meisten Leser bereits eine bestimmte Vorstellung davon, was Gott möchte bzw. was zu biblischen Zeiten geschah. Dieses Vorverständnis finden sie dann beim Bibellesen wieder. Dass ein Bibeltext auch anders verstanden werden könnte, ist eine Einsicht, zu der sich Bibelleser erst durchringen müssen. Auch die mit der Vorstellung von der Einheit der Bibel verbundene Auslegungsregel „Schrift muss durch Schrift erklärt werden“ verstärkt den Einfluss des Vorverständnisses. Im Hinblick auf die an einer bestimmten, gerade betrachteten Bibelstelle angesprochenen Themen gibt es oft eine Vielzahl von Vergleichsstellen. „Da es aber nicht möglich ist, viele Stellen gleichzeitig zu betrachten, sondern stets eine nach der anderen, ist es nur mittelbar die Vielzahl der anderen relevanten Stellen, die dem Bibelleser beim Auslegen hilft; unmittelbar wirkt sein Bild mit, das er sich bisher aufgrund seines früheren Bibellesens geformt hat.“ (Franz Graf-Stuhlhofer)

## Geschichte der Biblischen Exegese

### Die jüdische Exegese als Vorbild der christlichen Exegese
Die jüdische Bibelauslegung ist von einem zweiteiligen Offenbarungsbegriff geprägt: Der schriftlichen Tora (der jüdischen Bibel) wird eine mündliche Tora gegenübergestellt. Diese mündliche Tora beinhaltet die schriftgelehrte Diskussion, die vor allem in Mischna und Talmud (paradoxerweise) in schriftlicher Form vorliegt, und sich bis heute in rabbinischen Diskussionen fortsetzt. Dennoch kann gesagt werden, dass auch diese mündliche Tora dem Mose am Sinai gegeben wurde. Wichtig an diesem Konzept ist, dass es einander widersprechende Positionen integrieren kann.
Die jüdische Bibelauslegung, die man in Ansätzen schon in innerbiblischen Bezügen finden kann, liegt in ersten Zeugnissen aus den Jahrhunderten vor der Zeitenwende vor etwa 2000 Jahren vor. Die klassische (also: im Judentum tradierte) Bibelauslegung ist zwar hebräisch bzw. aramäisch überliefert, aber auch hellenistisch geprägt. Sie zeigt bereits Vorläufer in den Schriften von Qumran. Die an den wöchentlichen Tora-Lesungen ausgerichtete Kommentar- bzw. Predigtliteratur heißt Midrasch. Der Begriff kann aber auch zur Bezeichnung einzelner Textpassagen in anderen Literaturwerken (wie den Talmudim) benutzt werden. Ein zweiter wichtiger Bereich sind die aramäischen Bibelübersetzungen (Targumim), die z. T. stark paraphrasierend vorgehen und dabei auch midraschartige Elemente in den Text einflechten. Methodisch ist diese rabbinische Exegese durch den Gegensatz zweier Grundauffassungen geprägt, die mit zwei Gelehrten verbunden werden: Während Rabbi Jischmael darauf besteht, dass „die Tora in der Sprache der Menschen rede“, sieht Rabbi Akiba die Notwendigkeit, einen darüber hinausgehenden Sinn an bestimmten sprachlichen Elementen des Bibeltextes festzumachen, der als göttlicher Text mit jeder kleinen Einzelheit eine bestimmte Aussage verbinden müsste. So schien es als ein wichtiges dogmatisches Erfordernis nachzuweisen, dass in der Tora von der Auferstehung der Toten gesprochen werde, was eine Lektüre auf der Ebene des einfachen Textes nicht konkret hergibt.
In den Kontext hellenistischer Kultur gehören die Bibelauslegungen von Philo von Alexandrien, Flavius Josephus und in gewisser Weise auch das Neue Testament. Hier ist die Auslegung biblischer Texte sehr stark von Allegorisierungen geprägt, die eine Menschenähnlichkeit Gottes in den Bibeltexten als uneigentliche Rede zu deuten versuchen.
Seit dem 10. Jahrhundert n. Chr. kam eine neue Form rabbinischer Kommentare auf, die einen stark rational und philologisch orientierten Ansatz hatten, die phantasievollen Midraschim allerdings auch rezipierten und zusammenfassten. Diese Kommentare (u. a. Raschi, Kimchi, Ibn Esra) wurden zusammen mit den Targumim (s. o.) in großen Tora- oder Bibelausgaben (Miqra’ot Gedolot, bzw. „Rabbinerbibeln“) parallel zum Bibeltext abgedruckt und sind in der Neuzeit z. T. auch sehr stark von christlichen Auslegern rezipiert worden.

### Urchristentum bis Mittelalter – der vierfache Schriftsinn
Schon Anfang des 2. Jahrhunderts bescheinigt der 2. Brief des Petrus den Briefen des Paulus, dass in ihnen „manche Dinge schwer zu verstehen“ seien (2 Petr 3,16 ).
Entsprechend der Kommentierungsmethode der klassischen philologischen Schule in Alexandria stellte Origenes (ca. 185–254) für die Bibel die Theorie vom „mehrfachen Schriftsinn“ auf. Demzufolge reichte nicht die rein literarisch-philologische Analyse des Textes. Dem einfachen Gläubigen genügte dieser geschichtliche Sinn, jedoch sollte die Exegese für Geübtere auch den seelischen Sinn erheben und für Vollkommene der geistig-geistliche Sinn festgestellt werden.
Dieser Dreischritt somatische – psychische – pneumatische Exegese wurde dann durch Johannes Cassianus im 5. Jahrhundert zur Theorie vom vierfachen Schriftsinn ausgebaut, die für das gesamte Mittelalter prägend war. Ähnlich wie in der jüdischen Tradition der Bibelauslegung (siehe PaRDeS) tritt zur historisch-literalen Exegese nun ein Dreischritt, der sich am Schema Glaube-Liebe-Hoffnung orientiert.
- Literalsinn (wörtliche, geschichtliche Auslegung)
- Allegorischer Sinn (Interpretation „im Glauben“) = dogmatisch
- Tropologischer Sinn (Interpretation „in Liebe“) = moralisch
- Anagogischer Sinn (Interpretation „in Hoffnung“) = endzeitlich

Damit stand die Frage einer mehrdeutigen Schrift im Raum. Da aber nach eindeutigen Auslegungen gefragt wurde, setzten hier Reformbemühungen ein.
Der Skeireins ist eine gotische Auslegung zum Johannesevangelium der Wulfilabibel. Eine weitere Auslegung ist der „Skarapsus“ aus dem 8. Jahrhundert, ein Text, der dem hl. Pirminius zugeschrieben wird. Der Heliand ist ein frühmittelalterliches altsächsisches Großepos und wichtiges Glied im historischen Kontext der Entstehung der deutschen Sprache und Literatur. Dort wird in stabreimenden Langzeilen das Leben Jesu Christi in der Form einer Evangelienharmonie nacherzählt.

### Reformation und Konzil von Trient
Die Reformatoren lehnten im Einklang mit dem in der Renaissance neu entdeckten historischen Bewusstsein den vierfachen Schriftsinn ab. Sie wollen historisch (und auch theologisch) „zu den Quellen“ (ad fontes). Sie fragen allein nach dem Wort- oder Literalsinn (sola scriptura). Vielfach kam es im protestantischen Raum zur Vorstellung einer „Verbalinspiration“, d. h. die Bibel sei Wort für Wort vom Heiligen Geist inspiriert und somit im wortwörtlichen Sinne unfehlbar. Damit stellte sich die Frage nach der hinreichenden Auslegung des Literalsinns. Die reformatorische Hermeneutik beantwortete das mit der theologischen These vom „Wort Gottes“, das alleinige Autorität habe und für sich spreche. Damit spitzte sich die Frage nach dem Verstehen zu und die neuzeitliche Hermeneutik entwickelte sich – zunächst als typisch protestantische Ergänzung der Exegese.
Eine entsprechende Verdeutlichung der katholischen Position erfolgte auf dem Konzil von Trient (1545–1563), als die mehrdeutige Schrift unter die Autorität des kirchlichen Lehramts gestellt wurde: Ohne das (bischöfliche und päpstliche) Lehramt bliebe die Bibel zweideutig. Durch die enge Anlehnung der Bibel an die kirchliche Tradition bildete sich zunächst keine spezifisch katholische Hermeneutik heraus.

### Aufklärung vs. Repristinationstheologie
Die Exegese seit der Aufklärung reagierte insbesondere auf die altprotestantische (lutherische) Orthodoxie des 16. und 17. Jahrhunderts, die den Literalsinn mit „Gottes Wort“ gleichsetzte und somit den Bibeltext erneut mit einem bis ins Äußerste verfeinerten Regelwerk umgab. Die sich als wissenschaftlich verstehende Exegese der Aufklärung propagierte dagegen die Trennung von Literalsinn der Bibel und „Wort Gottes“ in der Bibel. Damit konnte der Bibeltext mit nun sich schnell entwickelnden philologischen und historischen Methoden untersucht werden, wogegen die Dogmatik (insbesondere die Schriftlehre) und die Biblische Hermeneutik sich um das Verstehen der analysierten Texte kümmern sollte.
Der konservative Protest gegen die Bibelauslegung der Aufklärung firmierte im 19. Jahrhundert unter dem Stichwort Repristinationstheologie: Es war der Versuch, den früheren, voraufklärerischen Umgang mit der Bibel wiederherzustellen. Die Repristinationstheologie konnte sich allerdings nicht durchsetzen.
Wenn auch eine absolut objektive Exegese nicht möglich ist, so sind doch ihre Ergebnisse heute zwischen katholischen und evangelischen (und mit Einschränkung auch orthodoxen) Theologen im akademischen Bereich weithin ähnlich. Die Verwertung der Ergebnisse einer exegetischen Standardanalyse jedoch kann sehr unterschiedlich sein.

### Entwicklung der historisch-kritischen Methode
Die historisch-kritische Methode wurde ab dem 18. Jahrhundert als wissenschaftlicher Methodenapparat zur Untersuchung biblischer Texte entwickelt, vor allem von evangelischen Theologen. Die historisch-kritische Methode in der Bibelwissenschaft entwickelte sich im 18. und 19. Jahrhundert als Antwort auf die theologischen Paradigmen der Zeit. In dieser Phase wurden Texte nicht mehr ausschließlich im theologischen Kontext interpretiert, sondern es erfolgte eine verstärkte Beachtung historischer und sprachlicher Aspekte.
Die Aufklärung trug dazu bei, die autonome Untersuchung biblischer Texte zu fördern, unabhängig von dogmatischen Vorgaben. Mit der zunehmenden Anwendung philologischer, historischer und literarischer Methoden begannen Gelehrte, die Bibel als historisches Dokument zu betrachten. Die Analyse von Quellen, historischem Kontext und Sprache wurde zentral, um den Ursprung und die Bedeutung der Texte zu verstehen.
Die historisch-kritische Methode erreichte ihren Höhepunkt im 19. Jahrhundert, wobei Gelehrte wie Julius Wellhausen in der alttestamentlichen und Ferdinand Christian Baur in der neutestamentlichen Exegese wichtige Beiträge leisteten. Diese Methode prägte die moderne Bibelwissenschaft und beeinflusste das Verständnis der Bibel als historisches und literarisches Dokument.

### 20. Jahrhundert
Im 20. Jahrhundert wurden eine ganze Reihe neuer exegetischer Methoden entwickelt, die jeweils einer konkreten Zugangsweise zur Bibel bzw. gesellschaftspolitischen Sichtweise gerecht werden wollen (zum Beispiel feministische Exegese, befreiungstheologische Exegese) oder Forschungsergebnissen aus anderen Fachbereichen Rechnung tragen (tiefenpsychologische Exegese, narrative Exegese).

## Methoden

### Die historisch-kritische Methode
Die am weitesten verbreitete Methode der biblischen Exegese ist die „historisch-kritische Methode“. Sie hat zum Ziel, einen biblischen Text in seinem damaligen historischen Kontext auszulegen, wobei die Rekonstruktion der vermuteten Vorgeschichte des Textes eine besondere Rolle spielt.
Die klassische historisch-kritische Methode wurde vom 18. bis zum 20. Jahrhundert von evangelischen Theologen in Deutschland entwickelt, wo sie weiterhin eine besondere Stellung einnimmt. Die meisten neueren Methoden dagegen entstanden im englischen oder im französischen Sprachraum (ausgenommen Rezeptionsästhetik und Tiefenpsychologie).

### Kontextuelle Exegese
Zur kontextuellen Exegese gehören verschiedene exegetische Modelle, die die Bibel und die religiöse Tradition jeweils für eine bestimmte – meist gesellschaftlich diskriminierte oder politisch unterdrückte – Zielgruppe erschließen wollen. Es gibt kontextuelle Exegese unter anderem für und von Frauen, Afroamerikaner und Homosexuelle. Begründet wird eine kontextuelle Exegese damit, dass eine kontextfreie Exegese ohnehin nicht möglich wäre; aus ihrer Sicht ist jede – auch sich selbst als wertfrei definierende – Exegese kontextuell. In jeder Exegese würden sich im Ergebnis die Machtverhältnisse der Gesellschaft widerspiegeln. Die kontextuelle Exegese will dieses Problem dadurch korrigieren, dass sie bewusst Partei für die Unterdrückten ergreift. Die kontextuelle Exegese fragt dabei nicht nur nach den gesellschaftlichen Machtverhältnissen der Gegenwart, sondern auch nach denen zur Zeit der Entstehung der Bibel und der Tradition.
Diejenigen, die von der bisherigen patriarchalischen Exegese unterdrückt worden seien (Frauen, Arme, Bewohner der nichtwestlichen Welt, Juden, Angehörige nichtmonotheistischer Religionen, Homosexuelle, theologische Laien, Kinder, die Schöpfung bzw. ökologische Bewegung), sollen nun auch zu Wort kommen können und ihre Sicht auf die Bibel und ihre Interpretation mitteilen. Dieses Anliegen wird mehr oder weniger kämpferisch formuliert, daher auch die alternative Bezeichnung „engagierte Exegesen“.

#### Feministische Exegese
Gemeinsam ist den einzelnen Richtungen der feministischen Bibelauslegung das Interesse, die Rolle und das Leben von Frauen in der Bibel zu erforschen und stärker im allgemeinen Bewusstsein zu verankern. Zudem hinterfragt sie kritisch das Männer- und Frauenbild der Bibel, deren Texte wohl zum größten Teil von Männern verfasst worden sind (Maria Magdalena wird beispielsweise als Autorin von Joh diskutiert). Schließlich will sie biblische Inhalte für Frauen in der heutigen Zeit nachvollziehbar machen.
Bedeutende feministische Exegetinnen sind insbesondere Marlene Crüsemann, Irmtraud Fischer, Claudia Janssen, Barbara Mörtl, Letty Russell, Luise Schottroff, Silvia Schroer, Helen Schüngel-Straumann, Elisabeth Schüssler Fiorenza, Dorothee Sölle, Marie-Theres Wacker und Ulrike Bail.
Methodisch geht es vor allem um das Aufdecken androzentrischer und patriarchaler Aspekte, die nicht nur die biblischen Texte, sondern auch deren Rezeption in Übersetzungen und Auslegungen bestimmen. Zu den Methoden gehören darüber hinaus etwa das Imaginieren bestimmter Charaktere, also das Einnehmen der Perspektive einer bestimmten Person (z. B. die Apostelin Junia). Außerdem kann noch das gender switching genannt werden: Beim Lesen biblischer Texte werden Männer- und Frauenrollen vertauscht, um durch eine solche überraschende Lektüre für Geschlechter-Klischees zu sensibilisieren (z. B. „Die Männer sollen sich ihren eigenen Frauen unterordnen wie dem Herrn, denn die Frau ist das Haupt des Mannes“ – eine Verfremdung von Eph 5,22–23).

#### Befreiungstheologische Exegese
Bedeutende befreiungstheologische Exegeten sind Clodovis Boff, Ernesto Cardenal, José Severino Croatto, Carlos Mesters, Jorge Pixley, Pablo Richard, Ivoni Richter Reimer, Luise Schottroff, Elisabeth Schüssler Fiorenza, Milton Schwantes und Elsa Tamez.

#### Black Theology
In der vor allem in Südafrika und den USA entwickelten Black Theology wird Exegese aus dem Kontext der Lebenswirklichkeiten von Menschen mit schwarzer Hautfarbe betrieben. Der christliche Umgang mit Ausgegrenzten und Marginalisierten spielt eine wichtige Rolle, ebenso das Aufgreifen von Elementen afrikanischer Kultur und Religionen.

#### Materialistische Bibellektüre
Fernando Belo schlägt eine materialistische Bibellektüre vor. In seiner theoretischen Grundlegung bezieht er sich auf Karl Marx, den historischen Materialismus, die sprachtheoretischen Überlegungen Julia Kristevas und Roland Barthes’ und die Gesellschaftstheorie Louis Althussers. Belo nimmt in besonderer Weise die gesellschaftliche Situation zur Zeit Jesu in den Blick und beschreibt – ausgehend von der Praxis Jesu – erste Grundzüge einer materialistischen Ekklesiologie. Exemplarisch stellt Belo seinen Ansatz anhand des Markusevangeliums dar.
Ton Veerkamp vertritt eine an sozialen Gegensätzen orientierte Lektüre des Alten Testaments. Weitere Vertreter der materialistischen Bibellektüre sind Michel Clévenot und Kuno Füssel.